# Villefontaine
Villefontaine is een gemeente in het Franse departement Isère (regio Auvergne-Rhône-Alpes). De gemeente telde 19.018 inwoners op 1 januari 2022. De plaats maakt deel uit van het arrondissement La Tour-du-Pin.
In 1968 werd op nationaal niveau beslist hier een ville nouvelle te maken. De plaats werd gekozen vanwege de goede verbindingen via de autosnelweg A43 tussen Lyon en Grenoble. Naast Villefontaine maakten ook buurgemeenten Four, Saint-Quentin-Fallavier, L'Isle-d'Abeau en Vaulx-Milieu deel uit van deze ville nouvelle. In 1973 werden de eerste nieuwe woningen gebouwd.

## Geografie
De oppervlakte van Villefontaine bedroeg op 1 januari 2022 11,63 vierkante kilometer; de bevolkingsdichtheid was toen 1.635,3 inwoners per km².
De onderstaande kaart toont de ligging van Villefontaine met de belangrijkste infrastructuur en aangrenzende gemeenten.

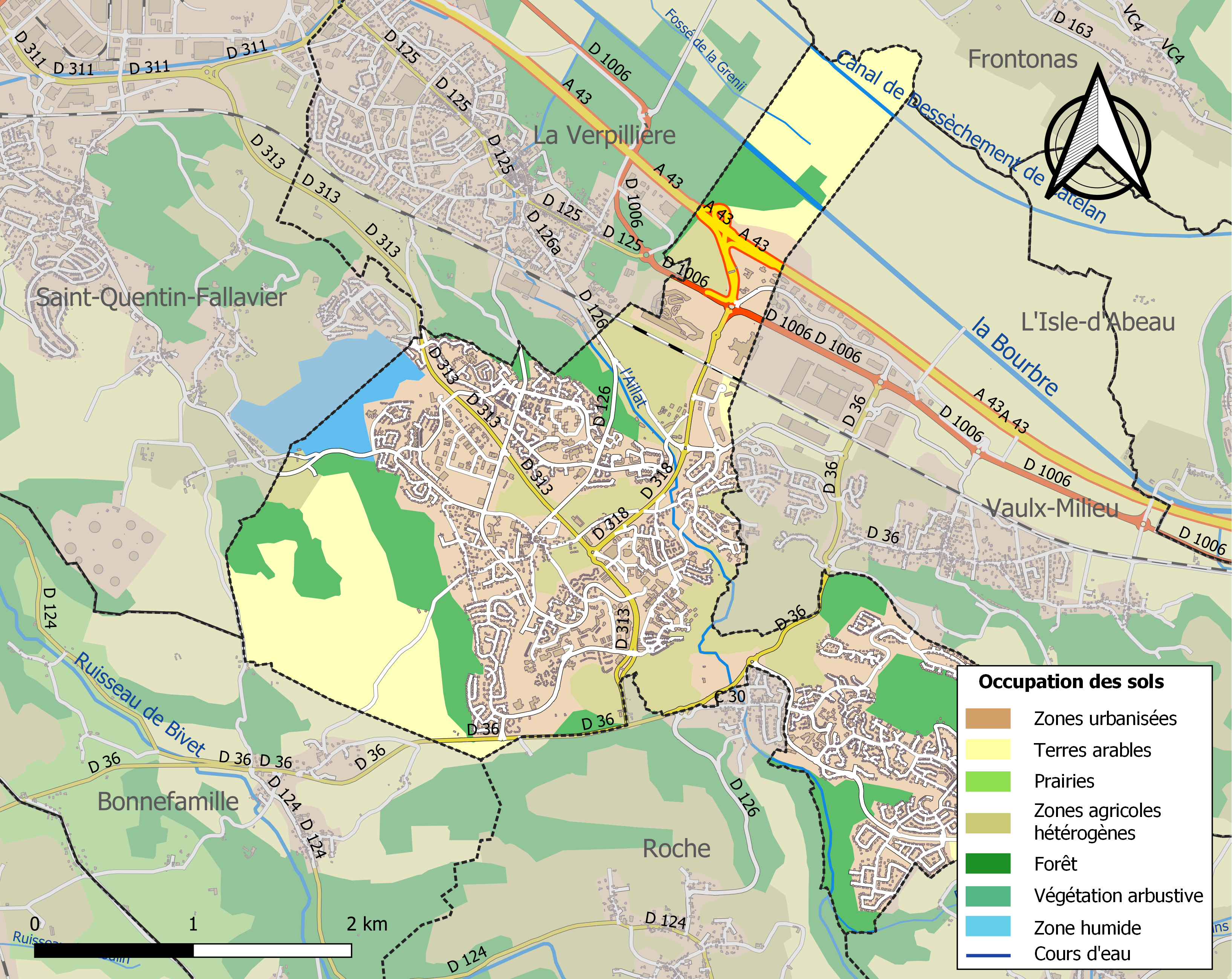

## Demografie
Onderstaande figuur toont het verloop van het inwonertal (bron: INSEE-tellingen).